# Nesolestes
Nesolestes é um género de libelinha da família Megapodagrionidae.
Este género contém as seguintes espécies:
- Nesolestes pauliani
- Nesolestes ranavalona